# EMI Records Japan
EMI Records Japan là một hãng thu âm Nhật Bản đang hoạt động như một nhãn hiệu con của Universal Music Japan. Được thành lập vào tháng 4 năm 2013, nó là công ty kế nhiệm của EMI Music Japan.

## Lịch sử
Sau khi Ủy ban châu Âu chấp thuận việc mua lại EMI của Universal Music Group vào ngày 21 tháng 9 năm 2012, công ty được tái cơ cấu. Ngày 15 tháng 1 năm 2013, chủ tịch Universal Music Japan: Kazuhiko Koike được chọn làm giám đốc điều hành của EMI Music Japan, điều hành cả hai công ty cho đến khi cả hai sáp nhập vào Universal Music Japan với một nhãn hiệu con là EMI Records Japan ngày 01 tháng 4 năm 2013. Các nghệ sĩ từ công ty cũ vẫn sẽ tiếp tục phát hành sản phẩm dưới tên Universal Music nhưng vẫn duy trì mã danh mục TOCT. Đến tháng 10 năm 2013, các danh mục TOCT không còn được sử dụng và được thay thế bằng TYCT.

## Danh sách hiện tại
Tính đến ngày 22 tháng 9 năm 2013:
- 9mm Parabellum Bullet
- Acidman
- Ai
- Aiko Moriyama
- Ashley Scared the Sky
- Base Ball Bear
- Chie
- D.W. Nichols
- Fireball
- Fuyumi Sakamoto
- Geek Sleep Sheep
- Great 3
- Haku
- Hanae
- Hikaru Utada
- Hiroko Hattori
- IU
- James Iha
- Kazuya Yoshii
- Kimonos
- Koen Akai
- Leo Imai
- Miki Imai
- Minoru Katahira
- Mitsu
- Miyavi
- Ozrosaurus
- Pupa
- Radwimps
- Ringo Shiina
- Ryujin Kiyoshi
- Saori Yuki
- Shinee
- Straightener
- T-ara
- The Alfee
- The Mirraz
- The Salovers
- The Telephones
- Tomoyasu Hotei
- Toshihiko Takamizawa
- Yoko Maki
- Yukihiro Takahashi
- Yumi Arai
- Yumi Matsutoya
- Yutaka Yamakawa
- Yuuki Tokunaga